# 马虎山
馬虎山（1910年—1954年，小兒經：ﻣَﺎ ﺧُﻮْ شً）是马家军军阀马仲英的姐夫以及追隨者。1934年至1937年新疆南部的統治者，其政府被西方人称为東干斯坦。

## 生平
1934年，在苏联入侵新疆期间，马虎山數次擊退苏联红军和白俄組成的「歸化軍」，戰功彪炳。
1934年，他率領中央陆军新编第三十六师參與了征討东突厥斯坦伊斯兰共和国的喀什戰役。
翌年，馬虎山的中央陆军新编第三十六师在若羌县參與镇压维吾尔人的婼羌暴动並成功奪得新疆南部的绿洲，该地区被彼得·弗莱明命名为“東干斯坦”。但在此時，新疆大部分地區已遭盛世才佔領，馬虎山遂派遣使节前往南京，要求南京國民政府提供援助以抗衡盛世才政權和苏联。
與此同時，馬虎山為防範敵軍突襲，在和田設立據點防守。

### 1937年新疆战争
马虎山後來制定了反苏“圣战”计划，以期望征服克里姆林宫、俄国突厥斯坦和西伯利亚。他曾發誓要摧毁欧洲并征服俄罗斯和印度。
但後來马的军队被盛世才和蘇聯击败，士兵倉皇逃竄。马虎山流亡英属印度。他隨身攜帶約数千盎司的黄金被當地的英国人没收，作為對马家军在喀什掠夺英国财产的補償，但最终英國人將部分黃金轉交盛世才。馬虎山被英国短暂拘留後，于1938年从加尔各答乘坐轮船返回中國，最終回到青海省。

## 西北剿匪
1950年至1954年，馬虎山运用游击战术领导殘留在中國大陸的中華民國國軍士兵對抗中国人民解放军。最終于1954年被捕，并在兰州被处决。